# Chiesa di San Pietro in Vincoli (Pavia)
La chiesa di San Pietro in Vincoli è un edificio religioso sconsacrato di Pavia, in Lombardia.

## Storia e descrizione
La chiesa fu probabilmente fondata da re Pertarito intorno al 680, in quell’anno infatti, secondo il racconto di Paolo Diacono, il sovrano fece giungere da Roma un braccio di San Sebastiano per placare la peste che allora imperversava in città e fece porre la reliquia nella chiesa. L’edificio fu ricostruito una prima volta nel XII secolo e poi tra il 1460 e il 1464 da Goffredino Strada, rettore della chiesa, mentre, accanto a essa, nel 1485, la Confraternita di San Sebastiano fondò un oratorio, intitolato al patrono della confraternita, che godette anche del patronato ducale. Tra il 1697 e il 1710 San Pietro in Vincoli fu sottoposta a importanti interventi edilizi, tesi anche a riunificare i due edifici di culto che versavano entrambi in pessime condizioni. A tale fase risale l’attuale facciata (non terminata) arricchita da paraste. Fin dal Duecento, la chiesa era stata elevata al rango di parrocchia e nel 1769 era officiata da cinque sacerdoti e tre chierici, tuttavia, nel 1788, con il piano governativo di riduzione delle parrocchie urbane, quella di San Pietro in Vincoli venne soppressa e unita alla parrocchia di San Michele e le reliquie di San Sebastiano furono portate nella chiesa di Santa Maria di Canepanova. La chiesa venne ceduta a privati nel 1789 e subì varie destinazioni d’uso, ospitando anche, nel 1883, il Teatro di Varietà. Nel 1897 l’edificio venne acquistato dai fratelli Quario che, per sfruttare l’altezza dei soffitti dell’ex chiesa, fecero realizzare al suo interno un grande soppalco, sorretto da colonne in ghisa, e ricavarono così due grandi magazzini, uno per le terraglie e le cristallerie e l’altro per le stoffe. Nel Novecento l’edificio fu prima discoteca e poi locale di musica dal vivo. Internamente si conservano resti dei pilastri della chiesa del XII secolo e frammenti di affreschi quattrocenteschi.